# Thomaston (Maine)
Thomaston is een plaats (census-designated place) in de Amerikaanse staat Maine, en valt bestuurlijk gezien onder Knox County.

## Demografie
Bij de volkstelling in 2000 werd het aantal inwoners vastgesteld op 2714.

## Geografie
Volgens het United States Census Bureau beslaat de plaats een oppervlakte van 5,2 km², waarvan 5,1 km² land en 0,1 km² water.

## Plaatsen in de nabije omgeving
De onderstaande figuur toont nabijgelegen plaatsen in een straal van 40 km rond Thomaston.